# د آرک (گروه سوئدی)
د آرک (به انگلیسی: The Ark) گروه موسیقی سوئدی است.
آن ها در مسابقه آواز یوروویژن ۲۰۰۷ نماینده سوئد بودند.